# Boeing RC-135
Boeing RC-135 – amerykański samolot zwiadowczy, przeznaczony do rozpoznania fotograficznego i elektronicznego. Maszyna została wybudowana na bazie samolotu transportowego Boeing C-135 Stratolifter. Opracowano całą rodzinę maszyn RC-135 przeznaczonych do wypełniania różnorakich zadań rozpoznawczych.

## Historia

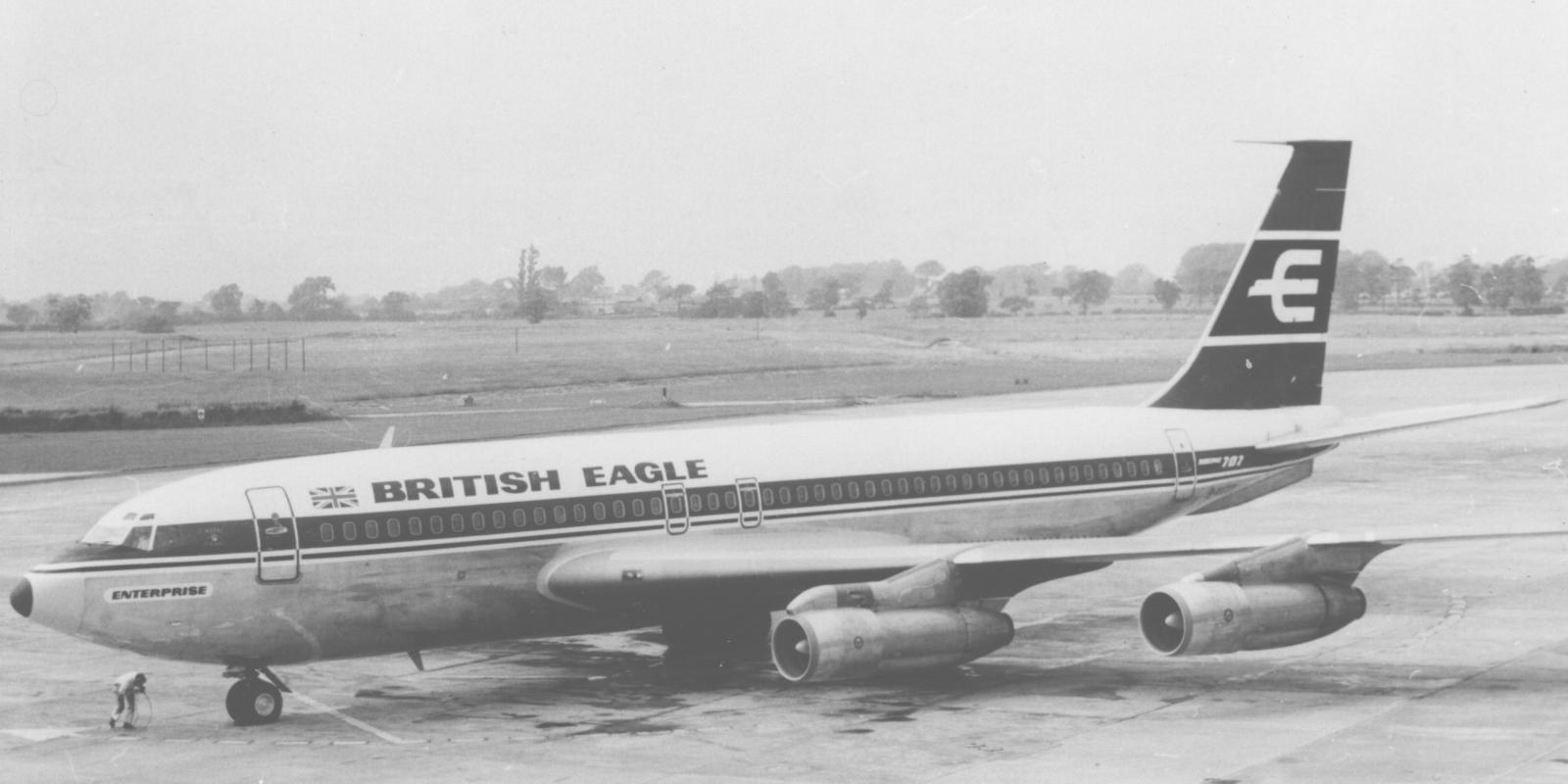
Boeing 707

O RC-135 cały świat usłyszał we wrześniu 1983 roku, kiedy to radziecki Su-15 zestrzelił południowokoreańskiego Boeinga 747. Historia samolotu rozpoczęła się jednak dużo wcześniej bo już w latach 50. XX w. 15 lipca 1954 roku po raz pierwszy wzbił się w powietrze samolot, który zrewolucjonizował przewozy pasażerskie był to Boeing 707. Jego prędkość, zasięg, liczba zabieranych na pokład pasażerów przyczyniła się do osiągnięcia przez Boeinga na wiele lat pozycji lidera na rynku producentów samolotów. Zalety maszyny bardzo szybko zostały dostrzeżone i wykorzystane przez US Air Force.

### Prolog

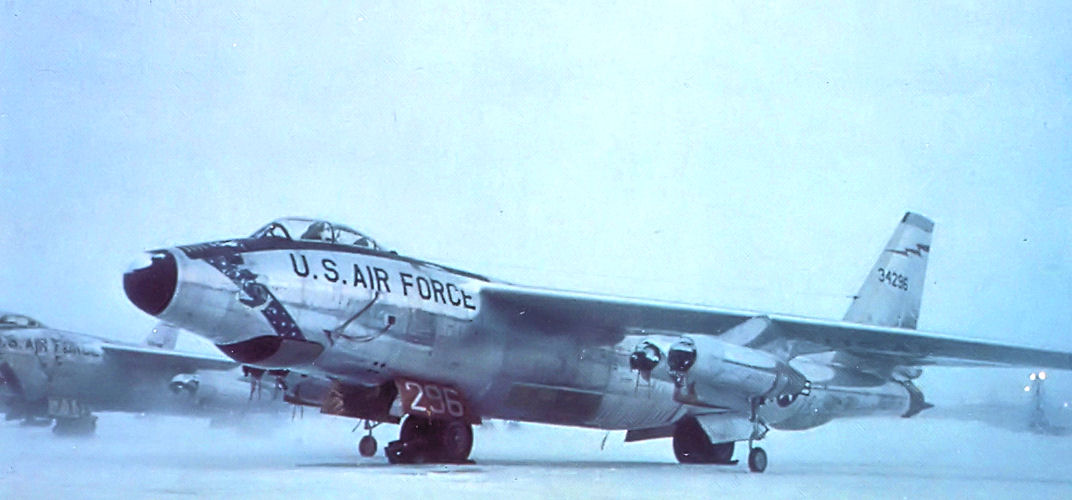
Boeing RB-47H-1-BW Stratojet w bazie na Alasce

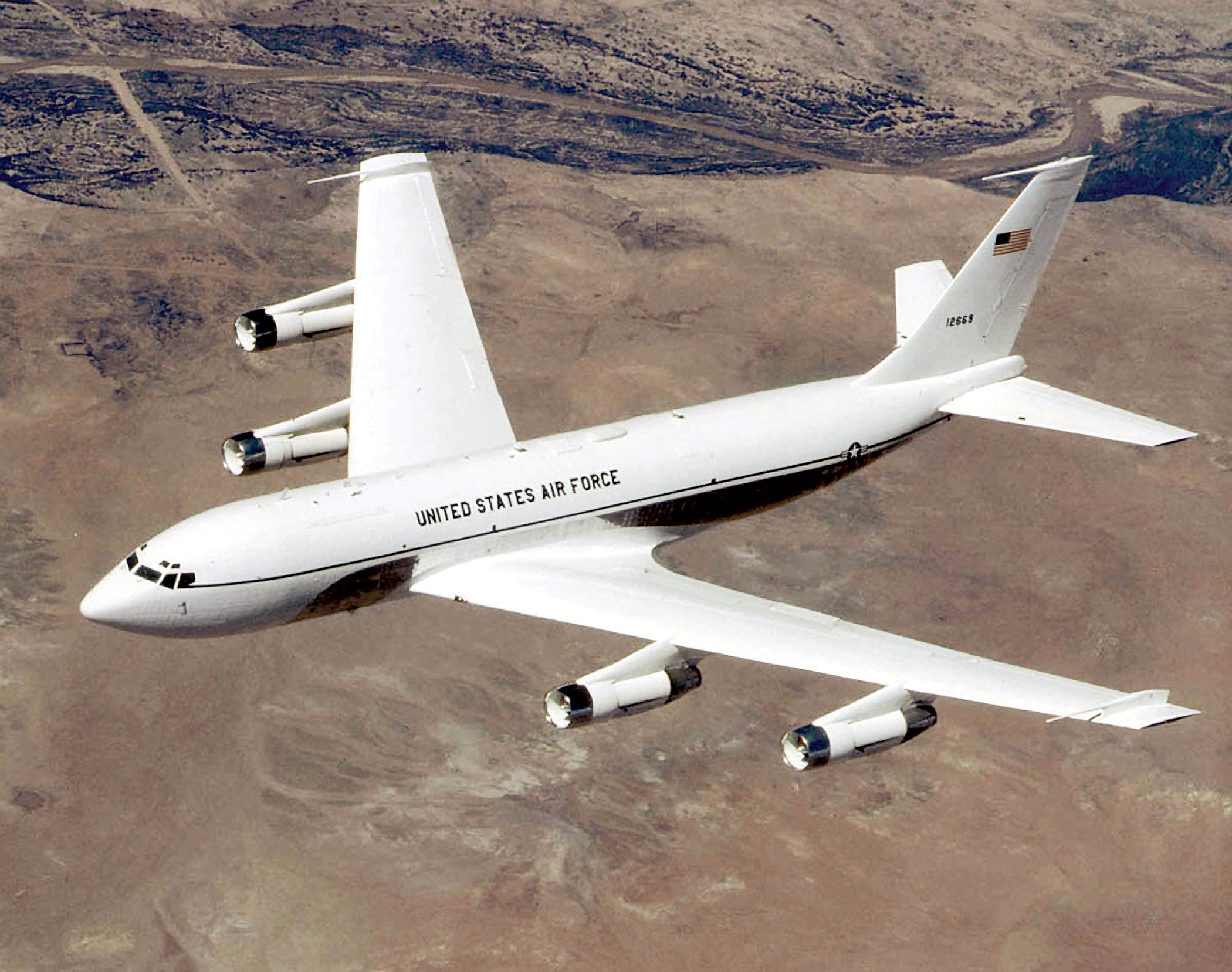
Boeing C-135

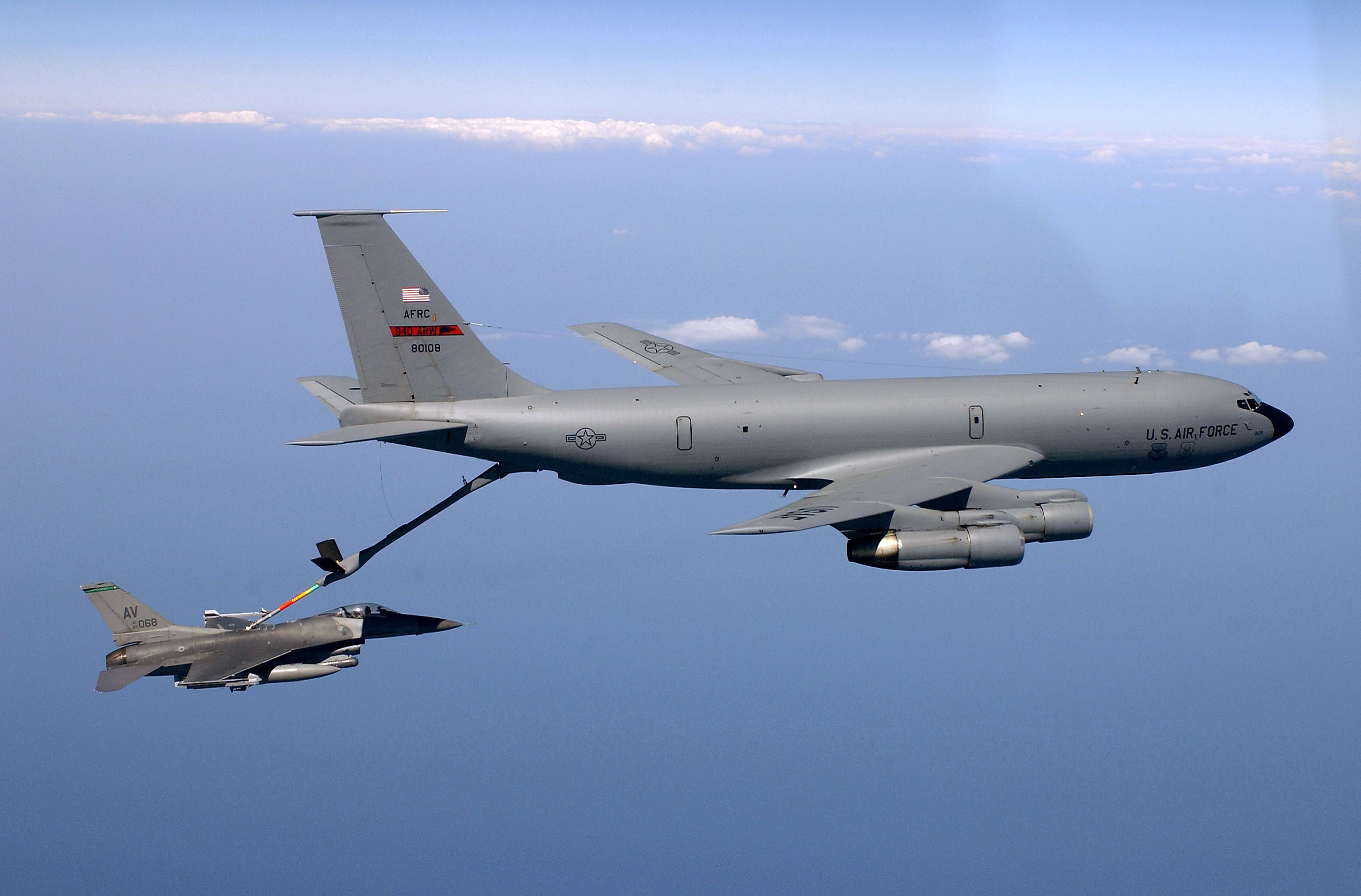
F-16 tankuje paliwo z pokładu KC-135E

W 1955 na bazie Boeinga 707 roku powstała pierwsza specjalistyczna maszyna wojskowa, pełniący rolę latającej cysterny, wykorzystywany do dziś Boeing KC-135 Stratotanker. Rok później powstała wersja transportowa, Boeing C-135 Stratolifter, a na początku 1961 roku, trzy KC-135A zostały zmodernizowane w celu pełnienia zadań rozpoznawczych, tak narodził się RC-135. Do czasu pojawienia się Boeinga, w czasach kiedy nie słyszano jeszcze o rozpoznaniu satelitarnym, Strategic Air Command (Strategiczne Siły Powietrzne) w swoich misjach zwiadowczych wykorzystywało głównie samoloty będące przystosowanymi do lotów rozpoznawczych bombowcami Boeing RB-29 i jego wersję rozwojową RB-50, a następnie odrzutowe Boeing RB-47. Samoloty wykonywały w ramach swoich zadań niebezpieczne misje zwiadowcze nad terytorium Związku Radzieckiego. Były one o tyle niebezpieczne, że nawet przebywanie w międzynarodowej przestrzeni powietrznej nie chroniło samolotu przed atakiem sowieckich myśliwców o ile zdarzenie miało miejsce w pobliżu radzieckich granic. W celu zmieszczenia urządzeń zwiadu radioelektronicznego na pokładzie samolotu, monitorujących transmisje radiowe i sygnały elektromagnetyczne stacji radiolokacyjnych, przerabiano komory bombowe. Operatorzy tych urządzeń zwani byli potocznie „Crows” lub „Ravens” (wronami lub krukami). Przydomek wziął się stąd, iż obydwa ptaki są czarne, tak jak zadania, które wykonywali lotnicy, „black ops”, czyli czarne operacje, tajne. Warunki panujące na stanowiskach „wron”, czyli małe pomieszczenia, w których przebywało dwóch lub trzech operatorów, kilkugodzinny lot i zagrożenie ze strony radzieckich myśliwców sprawiały, że były to szczególnie uciążliwe dla załogi misje.

### RC-135

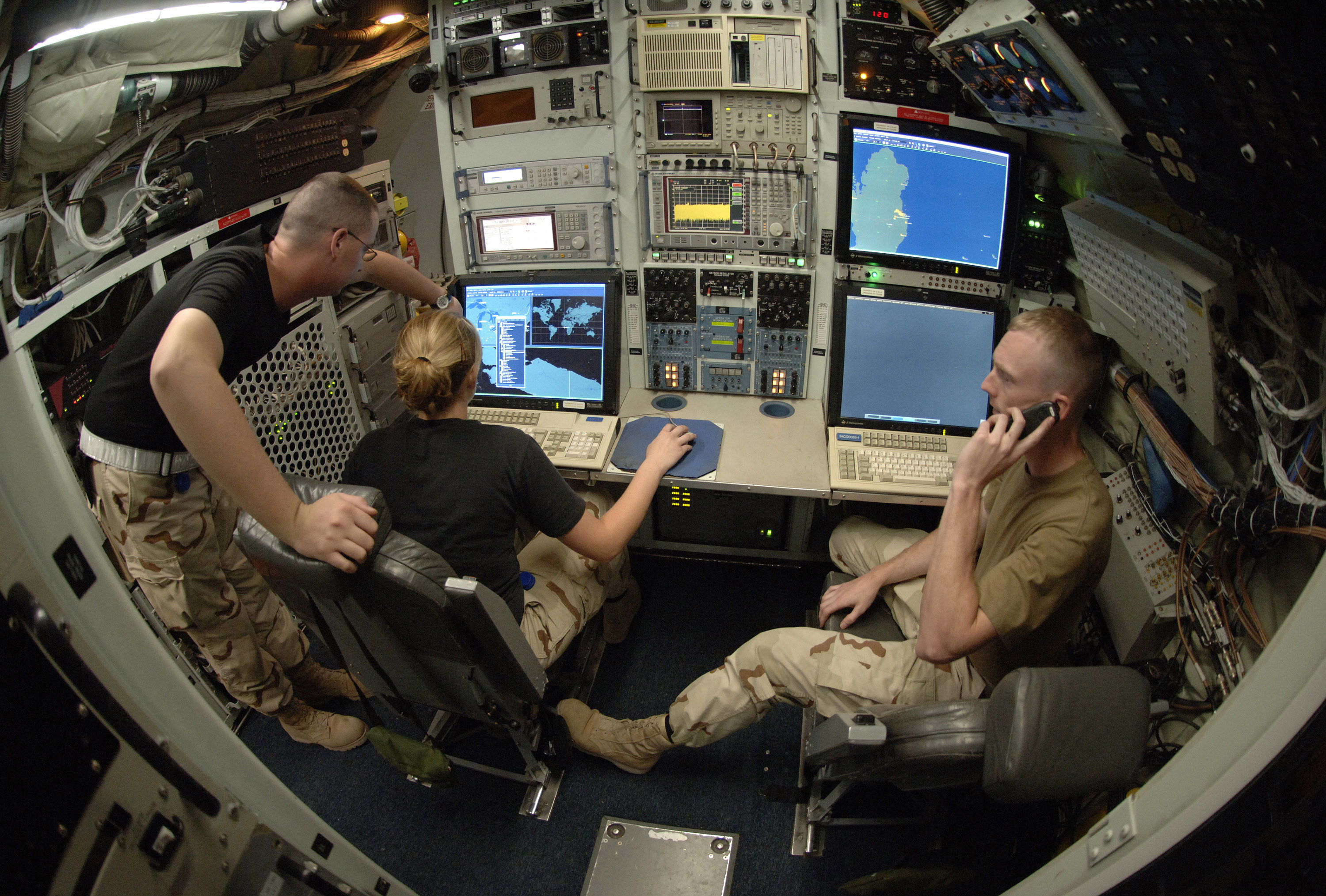
Na pokładzie RC-135W

Wraz z pojawieniem się wojskowych wersji Boeinga 707, szybko dostrzeżono jego zalety, które można było wykorzystać w lotach zwiadowczych. Duża prędkość nie ustępująca stosowanemu do tej pory B-47, która w przypadku tego ostatniego nieraz pozwoliła mu uciec przed radzieckimi myśliwcami. Bardzo duży zasięg pozwalający na wielogodzinne loty oraz, co również niebagatelne, przestronne wnętrze, które można zaadaptować pod kątem pełnionych zadań z miejscem dla załogi, jej pracy i wypoczynku. Pierwszą maszyną zwiadowczą był zmodyfikowany KC-135A o numerze 55-3121, wszedł on w skład 55th Strategic Reconnaissance Wing stacjonującego w Forbes Air Force Base. Tak zmodyfikowany samolot otrzymał oznaczenie KC-135R (nie mylić z tak samo oznaczoną wersją latającej cysterny), otrzymał on również własny przydomek „Porcupine”, czyli jeżozwierz, z powodu pięciu anten wystających z grzbietu kadłuba samolotu. Do tego samego standardu na początku 1961 roku zmodyfikowano jeszcze dwa powietrzne tankowce o numerach 59-1465 i 59-1514. Maszyny brały udział w misjach rozpoznawczych, między innymi w dwóch akcjach prowadzonych przez Centralną Agencję Wywiadowczą (Central Intelligence Agency) o kryptonimach Iron Lung oraz Briar Patch (brały w nich udział tylko dwa pierwsze KC-135R). Samoloty posłużyły również do sprawdzenia w warunkach bojowych przydatności samolotu do pełnienia tego typu roli. W sumie wprowadzono do akcji pięć KC-135R, które służyły w 55 Rozpoznawczym Skrzydle Strategicznym do 1976 roku. Pierwszą maszyną o oznaczeniu RC był RC-135A, samolot służący do wykonywania zdjęć lotniczych. Były to cztery samoloty C-135, w kadłubach których zamontowano aparaty fotograficzne. Tak przygotowane maszyny trafiły do 1370 Skrzydła Fotogrametrycznego (1370th Photo Mapping Wing) stacjonującego w Turner Air Force Base. Ich zadania szybko zostały przejęte przez satelity wykonujące zdjęcia powierzchni ziemi i w 1972 roku samoloty wróciły do 55 Skrzydła gdzie pełniły zadania transportowe do 1978 roku, kiedy to zmodyfikowano je do pełnienia roli latających tankowców pod oznaczeniem KC-135D. W 2005 roku wszystkie RC-135 poddano gruntownej modyfikacji. Wymieniono dotychczasowe silniki Pratt & Whitney TF-33 na CFM International CFM-56 (wojskowe oznaczenie F-108) oraz zamontowano cyfrowe systemy pokładowe.

## Służba

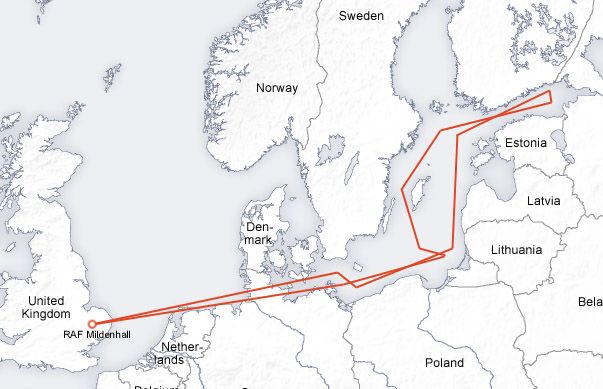
Przykład trasy lotu zwiadowczego w wykonaniu RB-47H stacjonujące w Mildenhall, podobne trasy pokonywały RC-135 gdy zastąpiły wycofane stratojety

Samoloty działają globalnie, można wyróżnić jednak pięć głównych obszarów operacji prowadzonych przy użyciu RC-135. W czasach istnienia Układu Warszawskiego maszyny monitorowały zachodnie granice Związku Radzieckiego i pozostałe europejskie państwa wschodniego bloku. Główną bazą, w której stacjonowały RC-135 w owym okresie była baza RAF Mildenhall w hrabstwie Suffolk, z której operował 95th Reconnaissance Squadron i jego RC-135. Stąd również startowały samoloty do wykonywania zadań prowadzonych nad Morzem Śródziemnym. Hellenikon Air Base w Grecji była siedzibą samolotów odpowiedzialnych za monitorowanie południowo-wschodnich granic Związku Radzieckiego i północnej Afryki ze szczególnym uwzględnieniem Libii, z którą od czasu objęcia rządów przez Muammara al-Kaddafiego Stany Zjednoczone miały napięte stosunki. Obszar dalekiego wschodu zabezpieczały samoloty ze 82d Reconnaissance Squadron stacjonujące w Kadena Air Base na Okinawie. W Patrick Air Force Base położonej na Florydzie stacjonowały maszyny z 38th Strategic Reconnaissance Squadron, które prowadziły operacje nad Ameryką Środkową ze szczególnym uwzględnieniem Kuby i Nikaragui. Wschodnie obszary Związku Radzieckiego monitorowały samoloty stacjonujące na Alasce. Operując nad północnym Pacyfikiem ze szczególną uwagą przyglądały się Morzu Ochockiemu do którego wpadały wystrzelone z poligonów rakietowych na Uralu, radzieckie pociski balistyczne. Do 1992 roku wszystkie RC-135 podlegały dowództwu Strategic Air Command, od 92 r. przeszły pod dowództwo Air Combat Command. Maszyny na stałe stacjonują w Offutt Air Force Base, wchodząc w skład 55th Wing, jak zostało w 1991 roku przemianowane 55 Strategic Reconnaissance Wing. RC-135 brały udział praktycznie we wszystkich konfliktach, w których uczestniczyły siły zbrojne Stanów Zjednoczonych. Ich misje i zadania, które wykonywały, w większości pozostają tajne. Biorąc jednak pod uwagę fakt ich nieprzerwanej, półwiecznej służby, można być pewnym, że samoloty wywiązują się z powierzanych im zadań.
Amerykańskie RC-135V River Joint oraz brytyjskie RC-135W Rivet Joint były intensywnie wykorzystywane do monitorowania aktywności rosyjskich sił zbrojnych w przededniu rosyjskiej inwazji na Ukrainę w lutym 2022 roku. Samoloty operując z baz położonych na terenie Wielkiej Brytanii, RAF Waddington w przypadku samolotów RAF i RAF Mildenhall dla maszyn US Air Force, wykonywały loty nad terytorium Ukrainy. Amerykańskie samoloty korzystały również z położonej na Krecie bazy Naval Support Activity, Souda Bay. Rozpoczęcie działań wojennych zmusiło Amerykanów i Brytyjczyków do wycofania swoich samolotów z terytorium Ukrainy. Maszyny nadal były intensywnie wykorzystywane, ale operowały w przestrzeni powietrznej Polski i Rumunii. Dane wywiadowcze zbierane przez RC-135V/W przekazywane były stronie ukraińskiej. Co najmniej kilka lotów nad obszarem Morza Czarnego, wykonał samolot RC-135U Combat Sent. Jego obecność w Europie została zauważona w połowie lutego 2022 roku.

### Royal Air Force

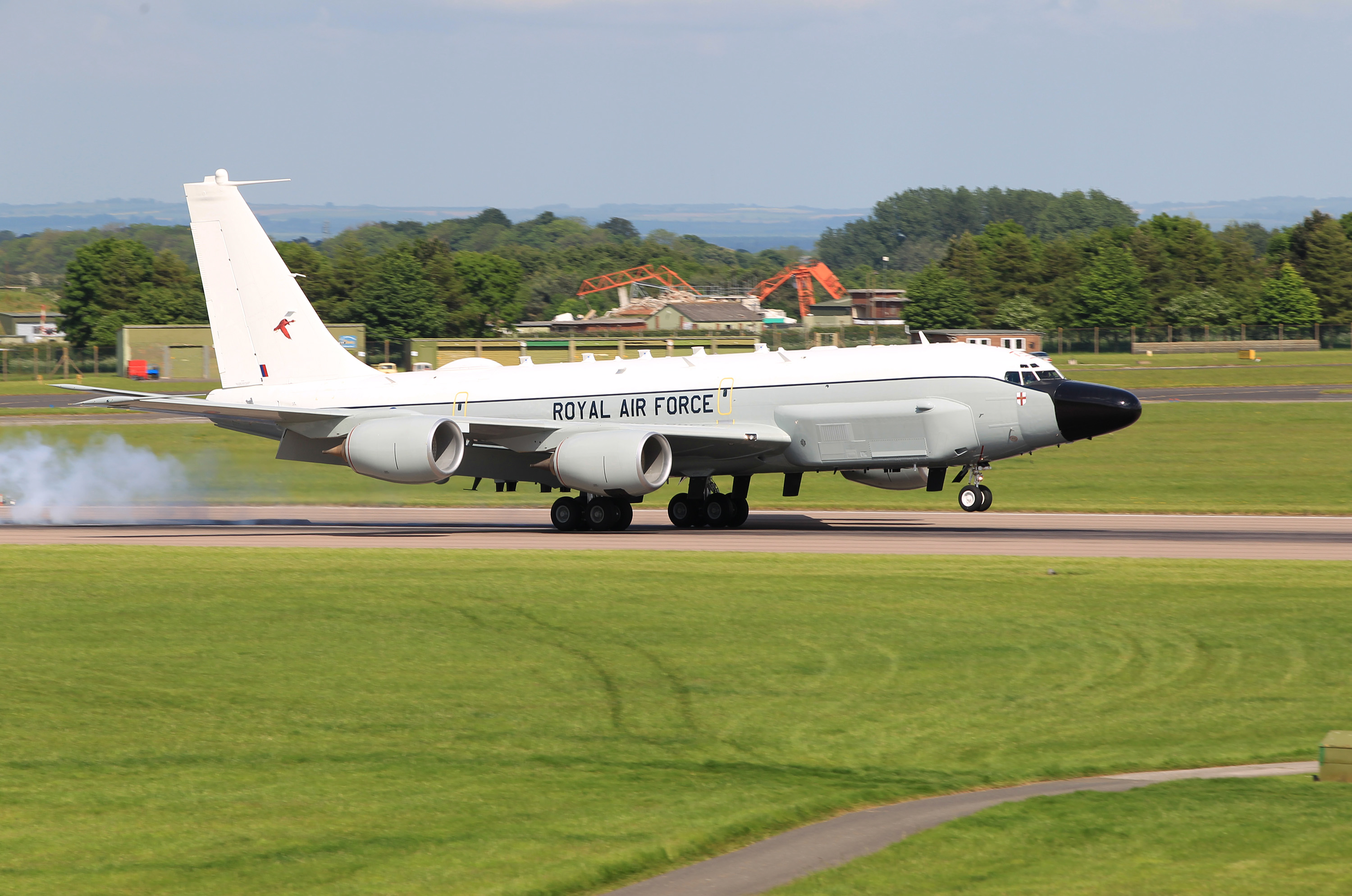
Brytyjski RC-135W należący do RAF

20 grudnia 2010 roku (22 grudnia) brytyjskie ministerstwo obrony poinformowało o rozpoczęciu prac związanych z przebudową trzech samolotów KC-135R na samoloty RC-135W w zakładach L3 Communications w Greenville. Wielka Brytania będzie drugimi po Stanach Zjednoczonych i jedynym jak do tej pory zagranicznym użytkownikiem tego typu samolotów. Maszyny mają stacjonować w bazie RAF Waddington a ich dostawy mają się zakończyć do 2016 roku. Samoloty mają zastąpić używane przez RAF maszyny Nimrod R1 oraz Sentinel R.1. Pierwszy z zamówionych Boeingów przybył do Wielkiej Brytanii 12 listopada 2013 roku, kiedy to samolot o znakach rejestracyjnych ZZ 664 i stosowanym podczas lotu kodzie wywoławczym Vulcan 51 wylądował w bazie RAF Waddington. Pierwszy brytyjski RC-135W to były samolot RC-135R US Air Force o numerze 64-14833. Maszyna wejdzie w skład No. 51 Squadron RAF (51 Dywizjonu RAF). Drugi z samolotów, oznaczony jako ZZ665, były 64-14838, w grudniu 2013 roku przybył do zakładów L-3 Communications w Teksasie celem dokonania konwersji a we wrześniu 2015 roku, ukończony, został przekazany RAF. Trzecia z maszyn, początkowo spodziewana w listopadzie 2016 roku (ZZ666 były 64-14830), ostatecznie przybyła do Wielkiej Brytanii 6 czerwca 2017 roku. Pełne uzyskanie zdolności operacyjnej przez brytyjskie maszyny spodziewane jest na przełomie 2017 i 2018 roku. W ramach przygotowań do przejęcia nowych samolotów, brytyjskie załogi przeszły szkolenie w bazie w Offutt Air Force Base spędzając w powietrzu 32 000 godzin w ramach 1800 wykonanych misji.
8 sierpnia 2013 roku amerykańskie siły powietrzne rozpoczęły ataki na pozycje Państwa Islamskiego w Iraku. 12 sierpnia tego samego roku loty rozpoznawcze nad Irakiem rozpoczęły samoloty RAF, wśród nich znalazł się również RC-135W. Maszyna prawdopodobnie operowała z bazy Al Udeid mieszczącej się w Katarze.
Podczas inwazji Rosji na Ukrainę brytyjskie RC-135 wykonywały loty nad Morzem Czarnym. 29 września 2022 roku doszło do poważnego incydentu, kiedy dwa rosyjskie Su-27 przechwyciły RC-135, niebezpiecznie się zbliżając, po czym jeden wystrzelił pocisk, który jednak nie trafił w samolot. Strona brytyjska oficjalnie zaaprobowała rosyjskie stanowisko, że pocisk wystrzelono na skutek awarii i sprawa została załagodzona. Według jednak nieoficjalnych informacji, rosyjski pilot błędnie zinterpretował rozkazy i celowo wystrzelił pocisk do samolotu, który mimo to nie trafił z powodu awarii.

## Konstrukcja
RC-135 jest wolnonośnym dolnopłatem napędzanym czterema silnikami turbowentylatorowymi CFM International F-108-CF-201. Usterzenie klasyczne, wolnonośne. Skrzydło dwudźwigarowe, skośne (35°) o 7° wzniosie. Podwozie chowane z przednim podparciem, przednie dwukołowe do wnęki w kadłubie, główne, dwa zespoły po cztery koła do wnęk w skrzydłach.

## Warianty

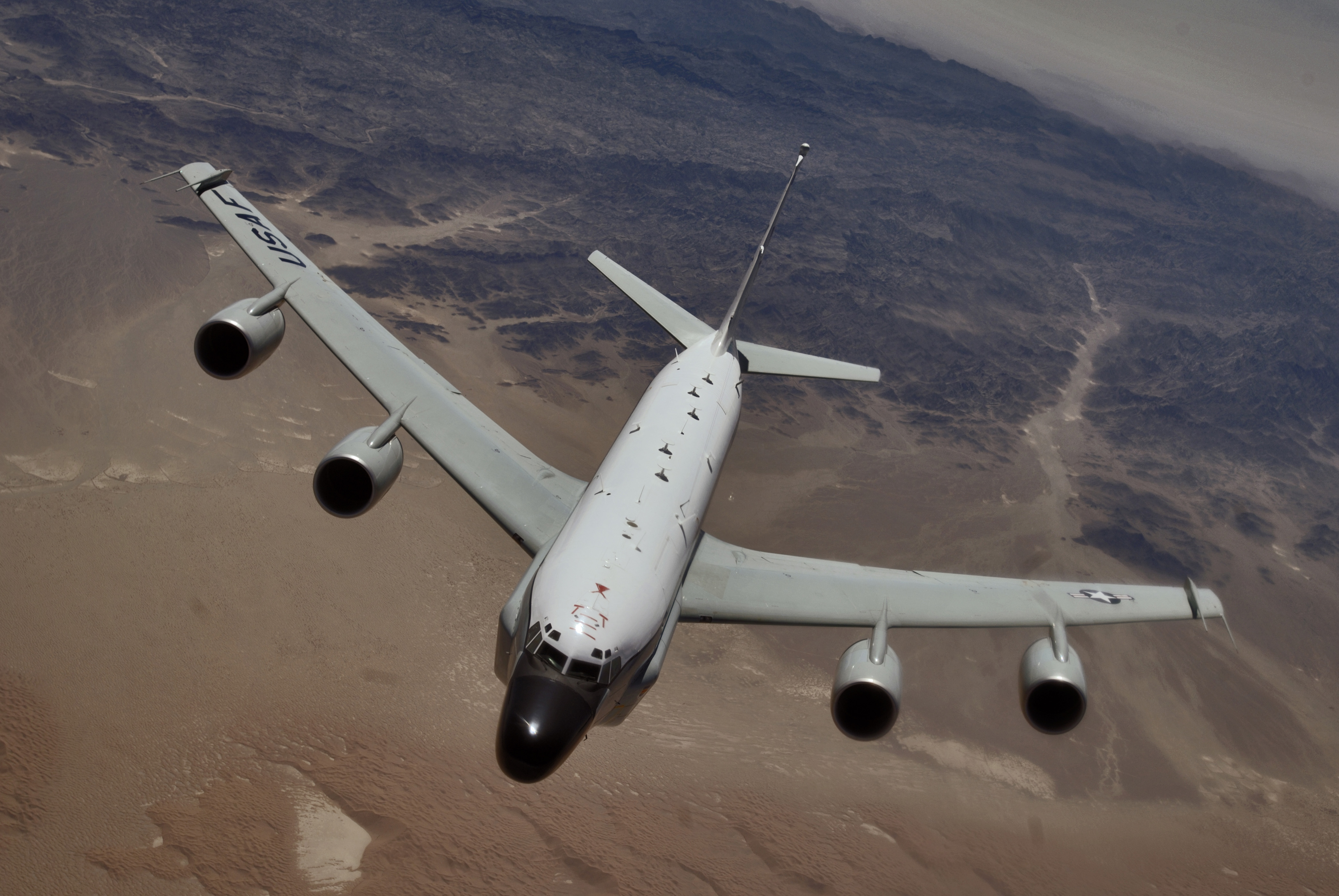
Podchodzący do tankowania RC-135 Rivet Joint sfotografowany z pokładu KC-135T/R Stratotanker

- RC-135A – wersja fotogrametryczna w służbie do 1978 roku.
- RC-135B – dziesięć samolotów C-135B przystosowanych do zadań rozpoznania radioelektronicznego. Weszły w skład 55 Strategic Reconnaissance Wing w latach 1964–1965 i pozostawały w służbie do 1967 roku kiedy to zostały zmodyfikowane do wersji C. Samoloty były wyposażone w silniki Pratt & Whitney TF-33.
- RC-135C Big Team – wersja przystosowana do wykonywania misji ELINT (Electronic Intelligence), wywiad elektroniczny, rozpoznanie elektroniczne. W 1967 roku wszystkie RC-135B zmodyfikowano do wersji C. Modyfikacja polegała na zainstalowaniu systemu AN/ASD-1 służącego do wykrywania i lokalizowania emisji elektronicznych przy pomocy bocznych paneli anten zamontowanych z przodu kadłuba na obu jego bokach. Samoloty posiadały również aparaty fotograficzne. Maszyny zostały użyte bojowo w działaniach nad Wietnamem w ramach operacji pod kryptonimem Blue Bird.
- RC-135D Office Boy / Rivet Brass – cztery (niektóre źródła podają trzy) samoloty będące zmodyfikowanymi wersjami KC-135A z zamontowanym radarem obserwacji bocznej (SLAR – Side Looking Airborne Radar) oraz systemem nawigacyjnym LORAN. Samoloty po raz pierwszy weszły do użycia w 1962 roku. Ich zadaniem było patrolowanie granic Związku Radzieckiego, brały również udział w operacjach prowadzonych nad Wietnamem.

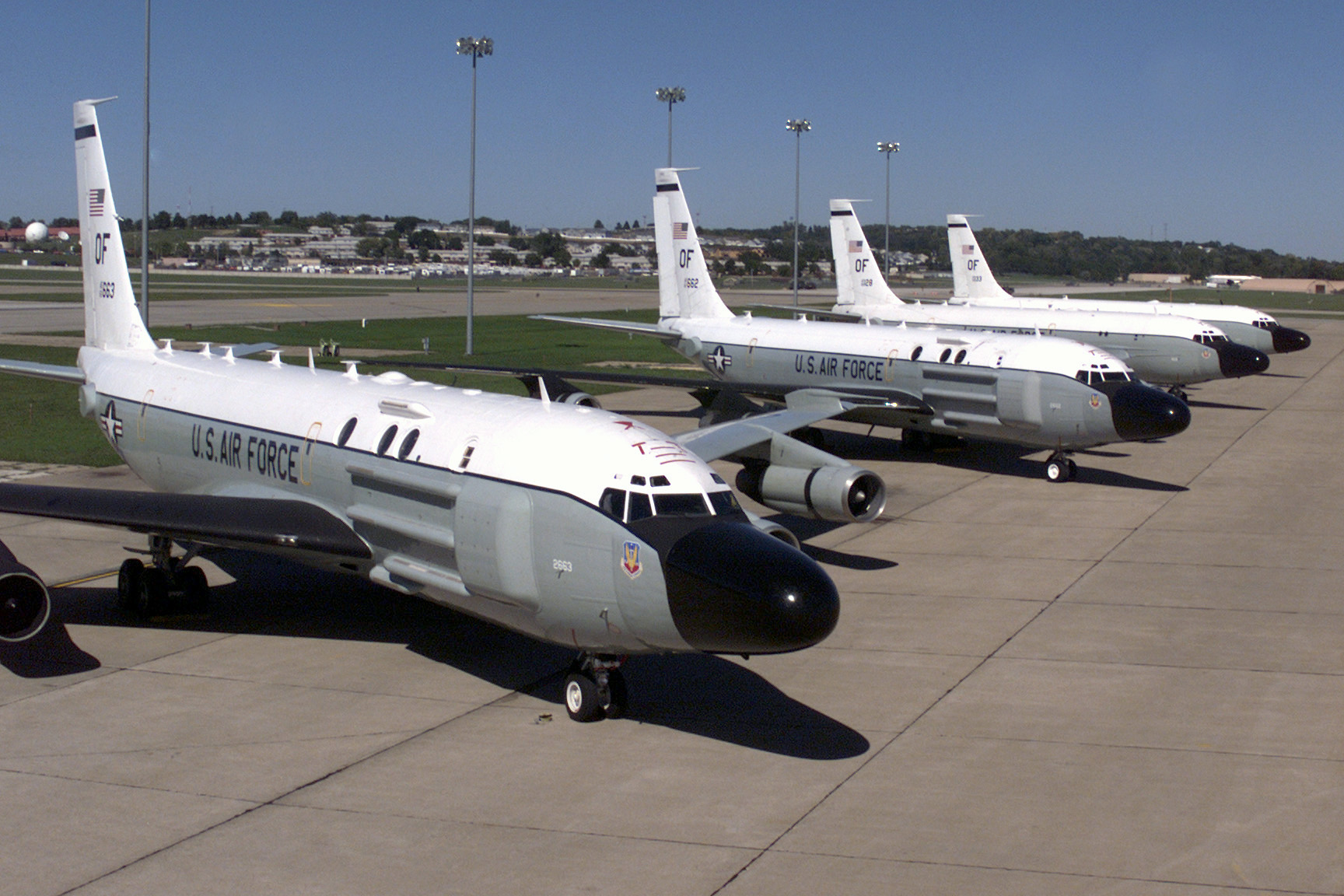
Boeing RC-135S w Offutt Air Force Base

- RC-135E Lisa Ann / Rivet Amber – pojedynczy samolot C-135B z zamontowanym potężnym matrycowo-fazowanym radarem (phased array radar) firmy Hughes Aircraft. Urządzenie mogło śledzić obiekty wielkości piłki futbolowej z odległości do 480 km a przeznaczone było głównie do monitorowania testów radzieckich pocisków balistycznych. Pole elektromagnetyczne wytwarzane przez radar stanowiło istotne zagrożenie dla załogi samolotu, z tego powodu stanowiska operatorów systemu odgrodzone były grodziami od reszty samolotu. Radar potrzebował ogromnych ilości energii dlatego też pod lewym skrzydłem samolotu zamontowano dodatkowy silnik turboodrzutowy General Electric J-85, a pod prawym wymiennik odprowadzający energię cieplną generowaną przez urządzenia znajdujące się na pokładzie. Samolot operował głównie z bazy Eareckson Air Station (w owym okresie obowiązywała nazwa Shemya Air Force Base) na Alasce. Niestety w 1969 roku podczas przelotu nad Cieśniną Beringa samolot zaginął wraz z całą załogą. W momencie wejścia do służby była to najdroższa maszyna US Air Force.
- RC-135M Rivet Card – sześć samolotów C-135B (62-4131, 62-4132, 62-4134, 62-4135, 62-4138 i 62-4139) przystosowanych do wykonywania misji ELINT oraz zadań COMINT, czyli przechwytywania i lokalizacji przekazów komunikacji radiowej. Na początku swojej służby maszyny operowały z Yokota Air Base w Japonii przechwytując obce transmisje radiowe w ramach operacji znanych pod kryptonimem Burning Candy i Hog Nose. Terenem działań maszyny był Daleki Wschód, pacyficzne wybrzeże Związku Radzieckiego i Chin. Samoloty operujące z Kadena Air Base na Okinawie w ramach 82d Reconnaissance Squadron należącego do 55 Skrzydła były intensywnie wykorzystywane w działaniach podczas wojny w Wietnamie. W ramach operacji pod kryptonimem Combat Apple samoloty pełniły dwunastogodzinne dyżury nad Zatoką Tonkińską przechwytując nieprzyjacielskie przekazy radiowe. Na pokładach znajdowali się żołnierze mówiący płynnie po wietnamsku a same samoloty eskortowane były przez amerykańskie myśliwce. Misje trwały aż do upadku Saigonu. Maszyny służyły w 55 Skrzydle do 1982 roku.

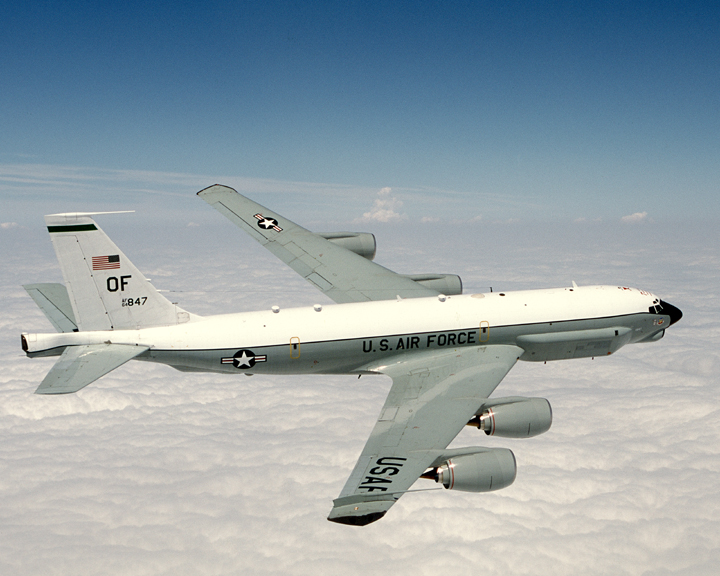
Boeing RC-135U

- RC-135S Nancy Rae / Wanda Belle / Rivet Ball / Cobra Ball – samoloty, których głównym zadaniem były monitorowanie lotów radzieckich pocisków balistycznych (program Cobra Ball). Maszyny wyposażone w zestaw czujników elektrooptycznych, kamer termowizyjnych zbierały informacje, na podstawie których określano parametry i dane techniczne radzieckich pocisków (działania MASIN/Measurement and Signatures Intelligence). Pierwotnie maszyny operowały z baz na Alasce monitorując radzieckie dalekowschodnie poligony rakietowe.
- RC-135T – był to pojedynczy KC-135T (o numerze 55-3121) zmodernizowany w 1971 roku do pełnienia zadań rozpoznanie radioelektronicznego uzupełniając flotę samolotów RC-135C/D/M. Dwa lata później w 1973 roku RC-135T przestał pełnić zadania operacyjne i stał się maszyną treningową dla załóg samolotów rozpoznawczych. W takiej konfiguracji samolot latał w ramach 376th Strategic Wing z bazy Kadena na Okinawie, 305th Air Refueling Wing z Grissom Joint Air Reserve Base w Indianie oraz 6th Strategic Wing z Eielson Air Force Base. W 1985 roku maszynę poddano modyfikacji polegającej na zamontowaniu nowych silników Pratt & Whitney TF33-PW102. 25 lutego 1985 roku, podchodząc do lądowania w Valdez na Alasce samolot uległ rozbiciu.
- RC-135U Combat Sent – trzy zmodernizowane w 1971 roku RC-135C przeznaczone do zwiadu elektronicznego (ELINT – Electronic Intelligence). Obecnie na wyposażeniu sił powietrznych są dwie/trzy maszyny, które stacjonują w Offutt Air Force Base. Samoloty brały udział w programach określanych kryptonimem Combat Sent i Combat Pink. Samoloty wykonują zadania namierzania stanowisk radiolokatorów, zarówno stanowisk naziemnych, jak i umieszczonych na okrętach lub statkach powietrznych. Maszyny wyposażone są w system AELS (Automatic Emitter Location System) pozwalający na wykrycie źródeł promieniowania elektromagnetycznego w zakresie częstotliwości od 0,5 do 40 GHz oraz system PPMS (Precision Power Measurement System). Umożliwia on określenie całkowitej mocy wyjściowej, polaryzację i charakterystykę mocy źródła promieniowania. Dzięki realizacji tego typu zadań, możliwe jest tworzenie map wybranych obszarów, z zaznaczaniem stanowisk radiolokacyjnych oraz z mniejszą dokładnością – stanowisk wyrzutni rakiet przeciwlotniczych lub przeciwrakietowych. Samoloty wykorzystywane są również w roli maszyn towarzyszących przebazowaniu/przelotom innych samolotów bojowych lub samolotów o kluczowym znaczeniu w systemie obronnym Stanów Zjednoczonych. Przelot formacji, zwłaszcza w pobliżu potencjalnie nieprzyjaznych stanowisk radiolokacyjnych, daje okazje na sprawdzenie skuteczności wrogich systemów radarowych w jej wykryciu i śledzeniu. Obecność RC-135U, o ile jest ona nieutajniona, daje gwarancje, iż każda emisja radarowa mająca na celu przechwycenie formacji, w której znajduje się RC-135U, zostanie rozpoznana, zidentyfikowana i scharakteryzowana. Tym samym, potencjalny chętny na użycie własnych systemów radiolokacyjnych w celu przechwycenia amerykańskiej formacji, musi liczyć się z tym, iż to jego system zostanie rozpoznany[11].

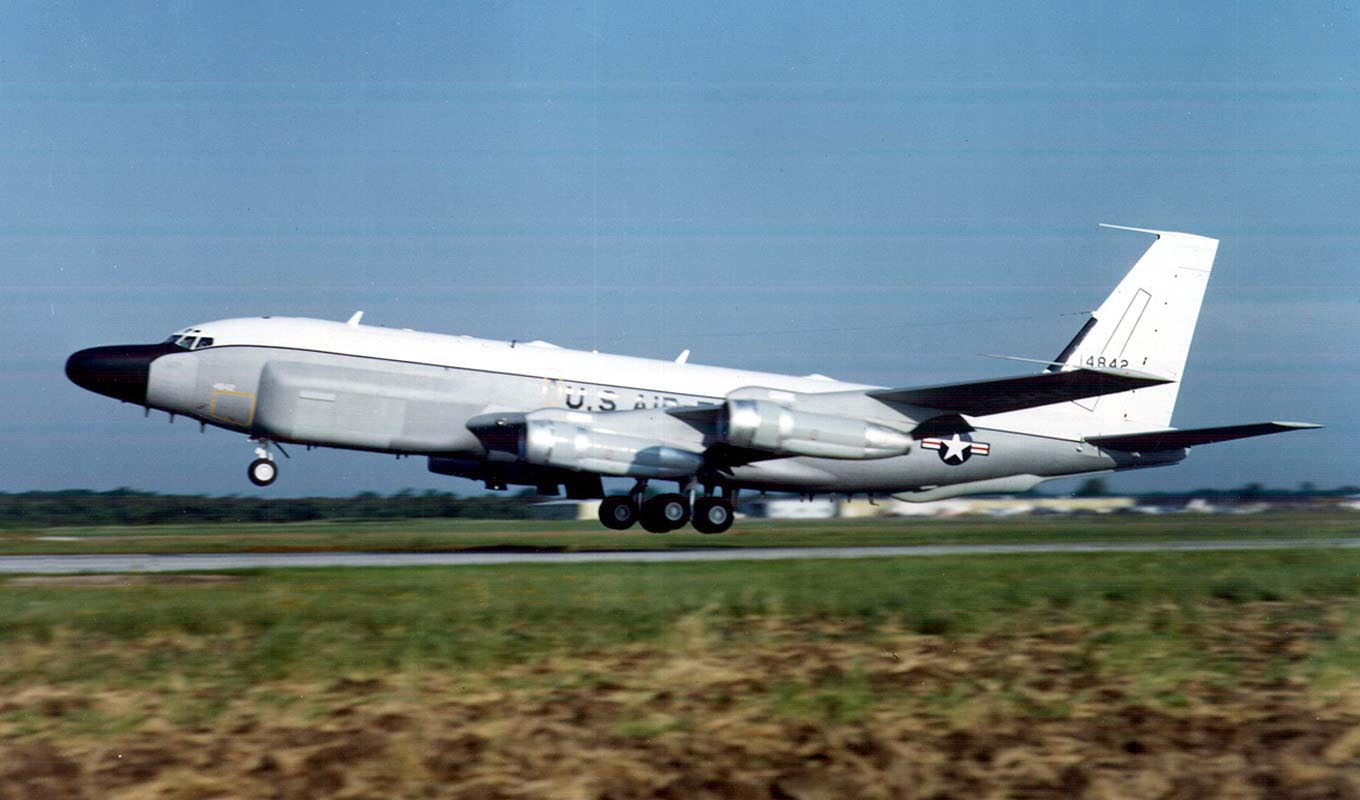
Boeing RC-135V

- RC-135V Rivet Joint – do tej wersji zmodernizowano w latach 1973–1976 siedem samolotów RC-135C i w 1977 jeden RC-135U. Wraz z RC-135W podstawowa platforma rozpoznawcza US Air Force. Samolot wyposażony w radar obserwacji bocznej. Przeznaczony do rozpoznania radioelektronicznego obejmującego lokalizację i rozpoznanie emisji promieniowania elektromagnetycznego, emisji radiolokacyjnych, elektronicznych i, w najszerszym zakresie, komunikacyjnych – COMINT (z ang. Communication Intelligence). Głównym zadaniem stawiane przed załogami samolotu jest śledzenie elektronicznej wymiany danych na wybranym obszarze, tym samym, budowanie stopnia elektronicznej aktywności potencjalnego przeciwnika. Maszyna działa w oddaleniu od rzeczywistego obszaru zainteresowania o około 240 km. Przechwytywane przez nią transmisje mogą być w czasie rzeczywistym przekazywane wybranym odbiorcom. Dzięki temu, załoga samolotu jest w stanie nie tylko namierzyć transmisję, ale również zlokalizować punkt, z którego została przesłana. Załoga maszyny w pełnym składzie liczy 27 członków. trzech operatorów systemów walki radioelektronicznej, pilotów i techników pokładowych oraz 14 analityków z obszaru wywiadu. Samoloty podporządkowane są dowództwu Air Combat Command. Operują w ramach 55 Skrzydła z Offutt Air Force Base w Nebrasce[11].
- RC-135W Rivet Joint – sześć zmodernizowanych do wersji W samolotów RC-135M, samoloty pełnią te same zadania co wersja V.
- RC-135W Air Seekers – trzy maszyny przeznaczone dla Royal Air Force.
- RC-135X Cobra Eye – pojedynczy C-135B (o numerze seryjnym 62-4128) zmodernizowany w połowie lat 80. XX w. do wersji X, przeznaczony do monitorowania końcowej fazy lotu (powtórnego wejścia w atmosferę) międzykontynentalnych balistycznych pocisków rakietowych. W 1993 roku samolot zmodernizowano do wersji S.
- TC-135S – samolot treningowy, przeznaczony do szkolenia operatorów systemów rozpoznania radioelektronicznego. Powstał w celu zastąpienia utraconego w 1985 roku RC-135T.